# Coleophora lassella
Coleophora lassella é uma espécie de mariposa do gênero Coleophora pertencente à família Coleophoridae.